# Coco la Fleur, candidat
Pour plus de détails, voir Fiche technique et Distribution.
Coco la Fleur, candidat est un film français réalisé par Christian Lara, sorti en 1979.

## Fiche technique
- Titre : Coco la Fleur, candidat
- Réalisation : Christian Lara
- Scénario : Christian Lara
- Photographie : Jean-Claude Couty
- Son : Jack Jullian
- Musique : Expérience 7
- Montage : Gérard Kikoïne
- Société de production : Rush Distribution
- Pays d’origine :  France
- Durée : 85 minutes
- Date de sortie : France, 14 février 1979

## Distribution
- Robert Liensol : David Boyer, dit « Coco la Fleur »
- Fanny Noël : Marie-Ange
- Félix Marten : Denis Pauvert
- Jean-Jacques Moreau : Delbois
- Greg Germain : Gaston Mombin
- Guy-Pierre Mineur : Embuscade
- Lucrèce Saintol : Manel
- Lucien Gerville-Reache : Ti-Dolphe
- Joëlle Morand : Fifine
- Violette Minos : Mme Mombin